# Hurones
Hurones település Spanyolországban, Burgos tartományban. Hurones Villayerno Morquillas, Valle de las Navas, Quintanapalla, Rubena és Burgos községekkel határos. Lakosainak száma 53 fő (2024).

## Népesség
A település népessége az utóbbi években az alábbiak szerint változott:
| Lakosok száma | 64   | 70   | 70   | 79   | 79   | 68   | 74   | 65   | 57   | 53   |
|               | 2001 | 2004 | 2006 | 2009 | 2011 | 2014 | 2016 | 2019 | 2021 | 2024 |